# Matchball (Fernsehserie)
Matchball ist eine deutsche Fernsehserie, die im Jahr 1994 beim Sender RTL ausgestrahlt wurde. Hauptdarsteller der Serie, deren Erstausstrahlung am 11. April 1994 stattfand, war, in einer seiner wenigen Schauspielrollen, der Schlagersänger Howard Carpendale.

## Inhalt
Johnny Storm (Howard Carpendale) ist ein alternder Tennis-Profi, der sich noch nicht mit seinem Karriereende abfinden möchte. Verbissen arbeitet er an einem Comeback, da taucht Daniel auf, sein heimlicher Sohn, den er bisher nicht kannte, dessen Mutter in Untersuchungshaft sitzt. Johnny will Verantwortung als Vater für den Minderjährigen übernehmen, gleichzeitig  seinen ambitionierten Comebackversuch im Profitennis nicht aufgeben.

## Besetzung
- Howard Carpendale als Johnny Storm
- Joachim Kemmer als Archibald Bronski
- Friedrich Detering als Daniel List
- Eva Scheurer als Heidi List
- Mijou Kovacs als Jessica Favier
- Liesa Schober als Lisa Favier
- Karin Eickelbaum als Gloria Lundin
- Ralph Schicha als Frederic Lund
- Sascha Wohlatz als Francesco
- Jörg Pleva als Ludwig Kramer

## Veröffentlichung
Die Erstausstrahlung der Serie bei RTL Television erstreckte sich vom 11. April 1994 bis zum 20. Juni 1994. Anschließend kam es im darauffolgenden Jahr, zu einer Ausstrahlung beim Schwestersender Super RTL. Im Jahr 2008 war die Serie beim Bezahlsender RTL Passion zu sehen. Am 1. Januar 2021 liefen alle Folgen auf RTLplus.
Im Jahr 2005 bereits, wurden alle Folgen der Serie auf DVD veröffentlicht, wobei es sich um verschiedene Einzelboxen handelte, die immer nur 2 bis 3 Episoden enthielten.
Das Unternehmen Fernsehjuwelen veröffentlichte die Serie am 20. April 2018 als Komplettbox.

## Trivia
Nach Roy Black in Ein Schloss am Wörthersee und Chris Roberts in Almenrausch und Pulverschnee war Howard Carpendale der dritte Schlagersänger, den RTL Anfang der 1990er Jahre mit dieser Serie für eine Schauspielrolle bzw. die Hauptrolle in einer Fernsehserie gewinnen konnte.